# Lorran Barreto
Lorran Barreto (Macapá),  é um político brasileiro, filiado ao PSD. Nas eleições de 2022, foi eleito deputado estadual pelo AP.